# 池田はるみ
池田 はるみ（いけだ はるみ、1948年3月5日 - ）は、日本の歌人。和歌山県生まれ、大阪府豊中市出身。NHK学園短歌講座専任講師、現代歌人協会会員、「未来」選者・編集委員。
京都女子大学短期大学部国語専攻卒業。1985年、作品「白日光」で短歌研究新人賞を受賞。1987年に未来短歌会に入会し、岡井隆に師事。1991年に歌集『奇譚集』を刊行。1997年、歌集『妣が国（ははがくに） 大阪』を刊行。翌1998年、同歌集でながらみ現代短歌賞・現代歌人集会賞を受賞。2001年、歌集『ガーゼ』を刊行。翌2002年、同歌集で河野愛子賞を受賞。2002年・翌2003年、NHK全国短歌大会ジュニアの部選者。2021年、歌集『亀さんゐない』で前川佐美雄賞を受賞。大の好角家であり、相撲をテーマにしたエッセイも執筆している。

## 著書
- 奇譚集 歌集 六法出版社 1991年11月
- 妣が国 大阪 歌集 本阿弥書店 1997年8月 ISBN 4-89373-197-1
- ガーゼ 歌集 砂子屋書房 2001年7月 ISBN 4-7904-0574-5
- お相撲さん エッセイ集 柊書房 2002年12月 ISBN 4-89975-052-8
- 今日から始める短歌入門 家の光協会 2003年9月 ISBN 4-259-54645-7
- 婚とふろしき 歌集 角川書店(角川短歌叢書) 2007年1月 ISBN 4-04-621719-7
- 歌人河野裕子が語る私の会った人びと 本阿弥書店 2009年1月 ISBN 4-7768-0555-3
- 南無 晩ごはん 歌集 青磁社 2010年8月 ISBN 4-86198-156-5
- あほかいな、そうかいな エッセイ集 ながらみ書房 2011年8月 ISBN 4-86023-726-9
- 池田はるみ歌集 現代短歌文庫 砂子屋書房 2013年7月 ISBN 4-7904-1452-3
- 正座 歌集 青磁社 2016年1月 ISBN 978-4-86198-336-8
- 亀さんゐない 歌集 短歌研究社  2020年9月 ISBN 978-4862726476